# Nikitinella
Nikitinella es un género de foraminífero bentónico de la familia Baisalinidae, de la superfamilia Cornuspiroidea, del suborden Miliolina y del orden Miliolida. Su especie tipo es Nikitinella septata. Su rango cronoestratigráfico abarca el Murgabiense (Pérmico superior).

## Clasificación
Nikitinella incluye a las siguientes especies:
- Nikitinella grata †
- Nikitinella septata †
- Nikitinella striata †